# Tankred (regent Antiochii)
Tankred z Hauteville, fr. Tancrède de Hauteville (ur. 1072, zm. 1112) – jeden z przywódców I krucjaty oraz regent Księstwa Antiochii, członek rodu Hauteville.
Był synem Odona „Dobrego Margrabiego” i Emmy, córki Roberta Guiscarda.
Siostrzeniec Boemunda, według źródeł zachodnich podczas przemarszu przez Bizancjum, jako jedyny z przywódców pierwszej krucjaty odmówił złożenia przysięgi cesarzowi Aleksemu I (według Anny Komneny miał ją złożyć jako ostatni). W 1097 dowodził oblężeniem Nicei (obecnie İznik w Turcji). Miasto zostało opanowane jednak przez Bizantyjczyków. Następnie również w 1097 zdobył Tars i kilka innych miast w Cylicji i uczestniczył w oblężeniu Antiochii w 1098, dowodząc warownią przy południowej bramie świętego Jerzego.
W 1099 prowadził szturm Jerozolimy i był pierwszym krzyżowcem, który wkroczył do miasta 15 lipca. Po utworzeniu Królestwa Jerozolimskiego otrzymał tytuł księcia Galilei. Walczył w bitwach pod Harran i Artach. Po śmierci Boemunda odmówił uznania podpisanej przez niego umowy gwarantującej Bizancjum zwrot Antiochii i większości zdobytych przez Boemunda miast.
Poślubił Cecylię, córkę Filipa I, króla Francji.

## Miejsce w kulturze i legenda
Tankred jest jednym z głównych bohaterów poematu heroicznego Jerozolima wyzwolona (1575) Torquata Tassa. Na podstawie tego dzieła powstało wiele innych utworów literackich i muzycznych, wśród nich np. madrygał dramatyczny Il combatimento di Tancredi e Clorinda Claudia Monteverdiego czy opera Tankred Gioacchina Rossiniego.
W literaturze polskiej postać Tankreda jest znana od czasu przetłumaczenia epopei Tassa na język polski przez Piotra Kochanowskiego (wyd. w Krakowie w 1618). Tankred jest też jednym z bohaterów powieści Zofii Kossak pt. Krzyżowcy.